# Loake
Loake – brytyjska manufaktura zajmująca się produkcją obuwia.
Firma  założona w 1880 roku na terenie Kettering w Wielkiej Brytanii, specjalizująca się w szyciu butów metodą ramową. Założycielami byli trzej bracia – John, Thomas i William Loake. Manufaktura dalej jest firmą rodzinną i nie zmieniła swojego położenia. Od 2007 oficjalni dostawcy butów na dwór królewski królowej Elżbiety II. 
Pierwszy salon w Polsce został otwarty 11 czerwca 2015 roku w Warszawie.

## Produkcja
Zdecydowana większość butów Loake szyta jest metodą ramową. Metoda ta - uważana za jedną z najlepszych na świecie - jest stosowana przez firmę niezmiennie od prawie 130 lat. W całym procesie tworzy się około 75 części obuwia, które wykorzystywane są w ponad 200 różnych czynnościach. Jedna para przechodzi przez ręce 130 wykwalifikowanych rzemieślników, jej produkcja potrafi zająć nawet 8 tygodni.

## Kolekcje
- 1880 – Export Grade
- 1880 - Legacy
- 1880
- Shoemakers
- designLoake
- Light Welt
- L1
- Lifestyle